# Battaglia di Vincy
La battaglia di Vincy  fu combattuta a Vincy-Reuil-et-Magny, vicino a Cambrai, in Piccardia, nel moderno dipartimento dell'Aisne, tra Carlo Martello ed il re dei Franchi, Chilperico II, ed il suo maggiordomo di Neustria Ragenfrido.
Chilperico e Ragenfrido stavano ritornando in Neustria dopo la sconfitta subita nella Battaglia di Amblève. Carlo evitò di inseguirli, ma si preoccupò di riorganizzare l'esercito, reintegrando le perdite e recuperando le energie. Scelse il momento di attaccare (primavera del 717), riagganciò l'esercito Neustriano, lo seguì ed il 21 marzo gli inflisse un'altra severa sconfitta a Vincy ed inseguì il re ed il suo maggiordomo sino a Parigi.
Dopo questo successo, Carlo proclamò re d'Austrasia il merovingio Clotario IV, in opposizione a Chilperico e sostituì l'arcivescovo di Reims. Con questa sconfitta le speranze di ripresa di Chilperico ed il suo maggiordomo Ragenfrido erano quasi nulle.